# Лемниската Бута
Лемниската Бута — плоская алгебраическая кривая четвёртого порядка, частный случай кривой Персея. Названа в честь Джеймса Бута.
Уравнение в прямоугольных декартовых координатах:
{\displaystyle (x^{2}+y^{2})^{2}-(2m^{2}+c)x^{2}+(2m^{2}-c)y^{2}=0.}

## Виды
Форма кривой зависит от соотношения между параметрами {\displaystyle m} и {\displaystyle c}. Если {\displaystyle c>2m^{2}}, то уравнение лемнискаты принимает вид
{\displaystyle (x^{2}+y^{2})^{2}=a^{2}x^{2}+b^{2}y^{2}}, где {\displaystyle a^{2}=2m^{2}+c} и {\displaystyle b^{2}=c-2m^{2}.}
В этом случае лемниската Бута является подерой эллипса относительно его центра и называется эллиптической. Её уравнение в полярных координатах имеет вид
{\displaystyle \rho ^{2}=a^{2}\cos ^{2}\phi +b^{2}\sin ^{2}\phi .}
Если {\displaystyle c<2m^{2}}, то уравнение лемнискаты принимает вид
{\displaystyle (x^{2}+y^{2})^{2}=a^{2}x^{2}-b^{2}y^{2}}, где {\displaystyle a^{2}=2m^{2}+c} и {\displaystyle b^{2}=2m^{2}-c.}
В этом случае лемниската Бута является подерой гиперболы относительно её центра и называется гиперболической. Её уравнение в полярных координатах имеет вид
{\displaystyle \rho ^{2}=a^{2}\cos ^{2}\phi -b^{2}\sin ^{2}\phi .}

## Частные случаи
- При {\displaystyle c=2m^{2}} лемниската Бута вырождается в две окружности {\displaystyle x^{2}+y^{2}\pm 2mx=0.}
- При {\displaystyle c=0} лемниската Бута вырождается в лемнискату Бернулли.

## Свойства
- Лемниската Бута — ортогональная проекция на плоскость xOy линии пересечения поверхности параболоида {\displaystyle x^{2}+y^{2}=cz} с поверхностью конуса {\displaystyle a^{2}x^{2}+b^{2}y^{2}=c^{2}z^{2}.}
- Лемнискату Бута можно получить инверсией кривой второго порядка {\displaystyle a^{2}x^{2}\pm b^{2}y^{2}=k^{4}} с центром в начале координат.

## Площадь
С помощью полярного уравнения лемнискаты можно определить площадь, которую она ограничивает. Для эллиптической лемнискаты:
{\displaystyle 2\int \limits _{0}^{\frac {\pi }{2}}(a^{2}\cos ^{2}\phi +b^{2}\sin ^{2}\phi )d\phi ={\frac {\pi }{2}}(a^{2}+b^{2}).}
Для гиперболической лемнискаты:
{\displaystyle \int \limits _{0}^{\operatorname {arctg} {\frac {a}{b}}}(a^{2}\cos ^{2}\phi -b^{2}\sin ^{2}\phi )d\phi ={\frac {a^{2}-b^{2}}{2}}\operatorname {arctg} {\frac {a}{b}}+{\frac {ab}{2}}.}